# Howard Orsborn
Howard Orsborn, född 1 maj 1917, död 2 juni 2008, var kommendör i Frälsningsarmén. Orsborn var son till general Albert Orsborn. Howard Orsborn utbildades till frälsningsofficer i Skottland, varefter han arbetade sina första år som sådan i det brittiska territoriet. 
Howard Osborn gifte sig med kapten Olive Cattle, varefter de båda tjänstgjorde i USA, Nya Zeeland och Australiens södra territorium. Paret Orsborn fick tre barn. Fru Olive Orsborn avled 1967, och Howard gifte senare om sig med major Amy Webb. År 1977 utsågs han till territoriell ledare i Sverige vilket förordnande han innehade fram till 1980. Hans sista förordnande var som ledare för Australiens östra territorium. Orsborn pensionerades 31 maj 1984.